# Jenna Fesemyer
Jenna Fesemyer (31 de janeiro de 1997) é uma corredora de cadeira de rodas americana. Ela ganhou uma medalha de ouro e uma de prata nos Jogos Parapan-Americanos de 2019, realizados em Lima, Peru. Ela também representou os Estados Unidos nos Jogos Paralímpicos de Verão de 2020 em Tóquio, Japão.
Em 2020, ela conquistou a medalha de bronze na corrida feminina de cadeira de rodas na Maratona de Londres, realizada em Londres, Reino Unido.